# Moritz Schenkel
Moritz Schenkel (* 4. September 1990 in Düsseldorf) ist ein deutscher Wasserballtorwart. Er steht bei Waspo 98 Hannover unter Vertrag, mit dem er 2018 Supercupsieger, Pokalsieger und Deutscher Meister wurde. 2018 belegte er mit der deutschen Nationalmannschaft Platz 9 bei der Europameisterschaft in Barcelona.

## Werdegang
Moritz Schenkel begann 1996 mit Handball bei der GSG Duisburg. Mit zwölf Jahren kam er durch einen Freund zum Wasserball. Im Jahr 2002 gewann er seine erste Deutsche Jugendmeisterschaft. In den nächsten Jahren gewann er mit dem SV Bayer Uerdingen 08 drei weitere Mal diesen Titel. 
Schenkel gewann mit sämtlichen Jugendmannschaften bis 2009 immer mindestens eine Medaille bei den Deutschen Jugendmeisterschaften. Er war von 2005 bis 2009 Kapitän der Jugend- und Juniorennationalmannschaft und nahm an der Jugendeuropameisterschaft 2008 in Istanbul und an der Junioreneuropameisterschaft 2009 in Chania (Griechenland) teil. Im Jahr 2005 bestritt er bereits sein erstes Bundesligaspiel.
2010 absolvierte er seine ersten Länderspiele für die Herrennationalmannschaft. Im gleichen Jahr wechselte er zum Vizemeister ASC Duisburg, mit dem er 2013 den deutschen Wasserballpokal gewann und anschließend Deutscher Meister in der Deutschen Wasserball-Liga wurde. In der anschließenden WM-Vorbereitung schaffte er den Sprung in den Nationalkader für die Weltmeisterschaft 2013 in Barcelona.
2014 wurde Moritz Schenkel zum Duisburger Sportler des Jahres gewählt. 
Nach drei Vizemeistertiteln und einem 3. Platz mit dem ASC Duisburg bei der deutschen Meisterschaft im Wasserball, wechselte der Duisburger im Oktober 2017 schließlich vom ASC Duisburg zum Ligakonkurrenten Waspo 98 Hannover. In seiner ersten Saison bei den Niedersachsen holte er mit seinem Team alle nationalen Titel. Bisher gewann er mit Hannover 2018, 2020 und 2021 die deutsche Meisterschaft sowie 2018, 2019 und 2021 den Pokaltitel. Mit den Niedersachsen belegte er zudem die Plätze acht (2019) und sechs (2021) auf den Finalturnieren der Champions League.
Mit diesen Erfolgen im Rücken spielte Moritz Schenkel eine starke Europameisterschaft und erreichte mit dem deutschen Nationalteam Platz 9. Die internationale Presse lobte Schenkel nach dem Turnier, denn mit einer ermittelten Gesamtzahl von 64 gehaltenen Bällen in sechs Spielen erreichte er bei seiner dritten EM-Teilnahme nach 2014 und 2016 den höchsten Wert unter den 32 Schlussleuten dieser Titelkämpfe.

## Erfolge

### Jugend
National
- 2003: Deutscher Meister Jugend C
- 2004: Deutscher Vizemeister Jugend C
- 2004: Deutscher Meister Jugend B
- 2005: Deutscher Vizemeister Jugend A
- 2005: 3. Platz Deutsche Meisterschaft Jugend B

International
- 2008: 13. Platz JEM in Istanbul (Türkei)
- 2009: 10. Platz Junioren-EM in Chania (Griechenland)
- 2013: 10. Platz Wasserball-Weltmeisterschaft in Barcelona (Spanien)
- 2014: 10. Platz Wasserball-Europameisterschaft in Budapest (Ungarn)
- 2016: 11. Platz Wasserball-Europameisterschaft in Belgrad
- 2018:  9. Platz Wasserball-Europameisterschaft in Barcelona

### Herren
- Deutscher Meister: 2013, 2018, 2020, 2021
- Deutscher Pokalsieger: 2013, 2018, 2019, 2021
- Supercupsieger 2018, 2019
- Deutscher Vizemeister: 2011, 2012, 2014, 2015, 2016, 2019
- 3. Platz Deutsche Meisterschaft 2017